# KDE Software Compilation 4
KDE Software Compilation 4 (KDE SC 4) è la quarta versione dell'ambiente desktop sviluppato dalla comunità KDE. Sostituisce il K Desktop Environment 3.
La prima versione definitiva di KDE SC 4 è stata distribuita l'11 gennaio 2008. Alla base del rinnovamento conseguente al passaggio alla nuova serie dell'ambiente desktop vi è stato l'utilizzo della versione 4 del toolkit Qt che ha consentito anche un risparmio di memoria stimabile attorno al 39%.
La versione successiva è KDE Plasma 5, pubblicata ufficialmente il 15 luglio 2014.

## Novità di rilievo

### Plasma
Plasma è un applicativo che unisce le funzionalità di KDesktop, Kicker e Superkaramba della serie 3. Costituisce il desktop di base componendo immagini di sfondo, effetti grafici ed oggetti simili a quelli disponibili in Dashboard di Apple. È inoltre presente una versione di Plasma ottimizzata per i netbook denominata KDE Plasma Netbook e una per i dispositivi mobili come gli smartphone nota come KDE Plasma Mobile.

### Solid
Solid è una libreria multipiattaforma di astrazione dell'hardware. Consente una migliore integrazione con l'hardware per dare all'utente maggiore consistenza nella gestione delle risorse.

### Akonadi
Akonadi è un nuovo servizio di archiviazione di dati e metadati PIM su cui è basato Kontact.

### Phonon
Phonon è la nuova API multimediale in KDE 4. Consente di astrarre l'accesso alle risorse multimediali del sistema facilitando la creazione e la gestione di applicazioni multimediali. Essendo un'interfaccia unificata a differenti sistemi multimediali, l'utente ha la possibilità di cambiare, in modo semplice, quale sistema sonoro utilizzare in tutto l'ambiente desktop. Sono disponibili differenti backend, per esempio per Xine, GStreamer, ecc.

### Decibel
Decibel è un progetto che mira ad integrare i vari servizi di chat, messaggistica istantanea e VoIP in modo semplice e trasparente per l'utente desktop.

### Oxygen
Oxygen è un nuovo tema contenente anche un set di icone SVG.

### Nepomuk
Nepomuk è la base del "desktop semantico sociale". Con "desktop semantico" si intende la possibilità di individuare relazioni significative tra file e persone con l'obiettivo di fornire informazioni utili all'utente stesso. Nepomuk fornisce la base per gestire tutti i tipi di metadati nel desktop di KDE. Le informazioni gestite spaziano dalle semplici etichette associate ai file dall'utente a informazioni estratte automaticamente dai file tramite Strigi.

### Altro
Dolphin è il nuovo gestore di file che sostituisce Konqueror. Pensato per essere facile da usare, presenta molte caratteristiche tra cui una nuova barra di navigazione per esplorare la gerarchia delle cartelle e una modalità Vista divisa per accedere a due risorse differenti contemporaneamente.
Novità importante è anche la nuova funzionalità Composite integrata nel gestore delle finestre KWin. Attraverso XRender o OpenGL permette di avere effetti grafici paragonabili a quelli di Compiz.
Il nuovo lettore video predefinito è Dragon Player, un'evoluzione di Codeine con una veste grafica rinnovata.
Okular è invece il nuovo visualizzatore di file pdf, ps, djv e molti altri formati. Sostituisce applicazioni come KPDF, Kghostview, ecc.
È inoltre presente un nuovo framework di scripting denominato "Kross".

## Supporto per Mac OS X e Windows
Tutti i componenti di KDE 4 (ad eccezione di Plasma) potranno essere eseguiti su macOS e su Windows. KDE 4 girerà su Mac OS X nativamente, non richiederà l'installazione di X11.

## Tabella di marcia
| Data              | Versione       | Descrizione                               |
| 4.0               | 4.0            | 4.0                                       |
| ----------------- | -------------- | ----------------------------------------- |
| 18 agosto 2006    | KDE 3.80.1     | prima snapshot per sviluppatori           |
| 31 ottobre 2006   | KDE 3.80.2     | seconda snapshot per sviluppatori         |
| 23 febbraio 2007  | KDE 3.80.3     | terza ed ultima snapshot per sviluppatori |
| 11 maggio 2007    | KDE 3.90.1     | prima alpha                               |
| 4 luglio 2007     | KDE 3.91       | seconda ed ultima alpha                   |
| 2 agosto 2007     | KDE 3.92       | prima beta                                |
| 6 settembre 2007  | KDE 3.93       | seconda beta                              |
| 17 ottobre 2007   | KDE 3.94       | terza beta                                |
| 30 ottobre 2007   | KDE 3.95       | quarta ed ultima beta                     |
| 20 novembre 2007  | KDE 3.96       | RC1                                       |
| 11 dicembre 2007  | KDE 3.97       | RC2                                       |
| 11 gennaio 2008   | KDE 4.0.0      | KDE 4.0                                   |
| 5 febbraio 2008   | KDE 4.0.1      | primo aggiornamento                       |
| 5 marzo 2008      | KDE 4.0.2      | secondo aggiornamento                     |
| 2 aprile 2008     | KDE 4.0.3      | terzo aggiornamento                       |
| 7 maggio 2008     | KDE 4.0.4      | quarto aggiornamento                      |
| 4 giugno 2008     | KDE 4.0.5      | quinto ed ultimo aggiornamento            |
| 4.1               |                |                                           |
| 29 aprile 2008    | KDE 4.0.71     | alpha                                     |
| 27 maggio 2008    | KDE 4.0.80     | prima beta                                |
| 24 giugno 2008    | KDE 4.0.83     | seconda ed ultima beta                    |
| 15 luglio 2008    | KDE 4.0.98     | RC                                        |
| 29 luglio 2008    | KDE 4.1.0      | KDE 4.1                                   |
| 3 settembre 2008  | KDE 4.1.1      | primo aggiornamento                       |
| 3 ottobre 2008    | KDE 4.1.2      | secondo aggiornamento                     |
| 5 novembre 2008   | KDE 4.1.3      | terzo aggiornamento                       |
| 13 gennaio 2009   | KDE 4.1.4      | quarto aggiornamento                      |
| 4.2               |                |                                           |
| 26 novembre 2008  | KDE 4.1.80     | prima beta                                |
| 18 dicembre 2008  | KDE 4.1.85     | seconda beta                              |
| 13 gennaio 2009   | KDE 4.1.96     | RC                                        |
| 27 gennaio 2009   | KDE 4.2.0      | KDE 4.2                                   |
| 4 marzo 2009      | KDE 4.2.1      | primo aggiornamento                       |
| 2 aprile 2009     | KDE 4.2.2      | secondo aggiornamento                     |
| 6 maggio 2009     | KDE 4.2.3      | terzo aggiornamento                       |
| 3 giugno 2009     | KDE 4.2.4      | quarto aggiornamento                      |
| 4.3               |                |                                           |
| 13 maggio 2009    | KDE 4.2.85     | prima beta                                |
| 9 giugno 2009     | KDE 4.2.90     | seconda beta                              |
| 1º luglio 2009    | KDE 4.2.95     | RC1                                       |
| 9 luglio 2009     | KDE 4.2.96     | RC2                                       |
| 22 luglio 2009    | KDE 4.2.98     | RC3                                       |
| 4 agosto 2009     | KDE 4.3.0      | KDE 4.3                                   |
| 1º settembre 2009 | KDE 4.3.1      | primo aggiornamento                       |
| 6 ottobre 2009    | KDE 4.3.2      | secondo aggiornamento                     |
| 3 novembre 2009   | KDE 4.3.3      | terzo aggiornamento                       |
| 1º dicembre 2009  | KDE 4.3.4      | quarto aggiornamento                      |
| 26 gennaio 2010   | KDE 4.3.5      | quinto aggiornamento                      |
| 4.4               |                |                                           |
| 4 dicembre 2009   | KDE 4.3.80     | prima beta                                |
| 21 dicembre 2009  | KDE 4.3.85     | seconda beta                              |
| 8 gennaio 2010    | KDE 4.3.90     | RC1                                       |
| 25 gennaio 2010   | KDE 4.3.95     | RC2                                       |
| 1º febbraio 2010  | KDE 4.3.98     | RC3                                       |
| 9 febbraio 2010   | KDE SC 4.4.0   | KDE SC 4.4                                |
| 2 marzo 2010      | KDE SC 4.4.1   | primo aggiornamento                       |
| 30 marzo 2010     | KDE SC 4.4.2   | secondo aggiornamento                     |
| 5 maggio 2010     | KDE SC 4.4.3   | terzo aggiornamento                       |
| 1º giugno 2010    | KDE SC 4.4.4   | quarto aggiornamento                      |
| 30 giugno 2010    | KDE SC 4.4.5   | quinto aggiornamento                      |
| 4.5               |                |                                           |
| 26 maggio 2010    | KDE SC 4.4.80  | prima beta                                |
| 9 giugno 2010     | KDE SC 4.4.85  | seconda beta                              |
| 27 giugno 2010    | KDE SC 4.4.90  | RC1                                       |
| 8 luglio 2010     | KDE SC 4.4.92  | RC2                                       |
| 26 luglio 2010    | KDE SC 4.4.95  | RC3                                       |
| 10 agosto 2010    | KDE SC 4.5.0   | KDE SC 4.5                                |
| 31 agosto 2010    | KDE SC 4.5.1   | primo aggiornamento                       |
| 5 ottobre 2010    | KDE SC 4.5.2   | secondo aggiornamento                     |
| 3 novembre 2010   | KDE SC 4.5.3   | terzo aggiornamento                       |
| 2 dicembre 2010   | KDE SC 4.5.4   | quarto aggiornamento                      |
| 7 gennaio 2011    | KDE SC 4.5.5   | quinto aggiornamento                      |
| 4.6               |                |                                           |
| 25 novembre 2010  | KDE SC 4.5.80  | prima beta                                |
| 8 dicembre 2010   | KDE SC 4.5.85  | seconda beta                              |
| 23 dicembre 2010  | KDE SC 4.5.90  | RC1                                       |
| 5 gennaio 2011    | KDE SC 4.5.95  | RC2                                       |
| 26 gennaio 2011   | KDE SC 4.6.0   | KDE SC 4.6                                |
| 4 marzo 2011      | KDE SC 4.6.1   | primo aggiornamento                       |
| 6 aprile 2011     | KDE SC 4.6.2   | secondo aggiornamento                     |
| 6 maggio 2011     | KDE SC 4.6.3   | terzo aggiornamento                       |
| 10 giugno 2011    | KDE SC 4.6.4   | quarto aggiornamento                      |
| 5 luglio 2011     | KDE SC 4.6.5   | quinto aggiornamento                      |
| 4.7               |                |                                           |
| 25 maggio 2011    | KDE SC 4.6.80  | prima beta                                |
| 8 giugno 2011     | KDE SC 4.6.85  | seconda beta                              |
| 25 giugno 2011    | KDE SC 4.6.90  | RC1                                       |
| 11 luglio 2011    | KDE SC 4.6.95  | RC2                                       |
| 27 luglio 2011    | KDE SC 4.7.0   | KDE SC 4.7                                |
| 7 settembre 2011  | KDE SC 4.7.1   | primo aggiornamento                       |
| 5 ottobre 2011    | KDE SC 4.7.2   | secondo aggiornamento                     |
| 2 novembre 2011   | KDE SC 4.7.3   | terzo aggiornamento                       |
| 7 dicembre 2011   | KDE SC 4.7.4   | quarto aggiornamento                      |
| 4.8               |                |                                           |
| 24 novembre 2011  | KDE SC 4.7.80  | prima beta                                |
| 7 dicembre 2011   | KDE SC 4.7.90  | seconda beta                              |
| 22 dicembre 2011  | KDE SC 4.7.95  | RC1                                       |
| 5 gennaio 2012    | KDE SC 4.7.97  | RC2                                       |
| 25 gennaio 2012   | KDE SC 4.8.0   | KDE SC 4.8                                |
| 6 marzo 2012      | KDE SC 4.8.1   | primo aggiornamento                       |
| 3 aprile 2012     | KDE SC 4.8.2   | secondo aggiornamento                     |
| 1º maggio 2012    | KDE SC 4.8.3   | terzo aggiornamento                       |
| 5 giugno 2012     | KDE SC 4.8.4   | quarto aggiornamento                      |
| 31 luglio 2012    | KDE SC 4.8.5   | quinto aggiornamento                      |
| 4.9               |                |                                           |
| 30 maggio 2012    | KDE SC 4.8.80  | prima beta                                |
| 12 giugno 2012    | KDE SC 4.8.85  | seconda beta                              |
| 27 giugno 2012    | KDE SC 4.8.90  | RC1                                       |
| 11 luglio 2012    | KDE SC 4.8.95  | RC2                                       |
| 1º agosto 2012    | KDE SC 4.9.0   | KDE SC 4.9                                |
| 4 settembre 2012  | KDE SC 4.9.1   | primo aggiornamento                       |
| 2 ottobre 2012    | KDE SC 4.9.2   | secondo aggiornamento                     |
| 6 novembre 2012   | KDE SC 4.9.3   | terzo aggiornamento                       |
| 4 dicembre 2012   | KDE SC 4.9.4   | quarto aggiornamento                      |
| 2 gennaio 2013    | KDE SC 4.9.5   | quinto aggiornamento                      |
| 4.10              |                |                                           |
| 21 novembre 2012  | KDE SC 4.9.80  | prima beta                                |
| 5 dicembre 2012   | KDE SC 4.9.85  | seconda beta                              |
| 19 dicembre 2012  | KDE SC 4.9.90  | RC1                                       |
| 4 gennaio 2013    | KDE SC 4.9.95  | RC2                                       |
| 6 febbraio 2013   | KDE SC 4.10.0  | KDE SC 4.10                               |
| 5 marzo 2013      | KDE SC 4.10.1  | primo aggiornamento                       |
| 2 aprile 2013     | KDE SC 4.10.2  | secondo aggiornamento                     |
| 7 maggio 2013     | KDE SC 4.10.3  | terzo aggiornamento                       |
| 4 giugno 2013     | KDE SC 4.10.4  | quarto aggiornamento                      |
| 2 luglio 2013     | KDE SC 4.10.5  | quinto aggiornamento                      |
| 4.11              |                |                                           |
| 12 giugno 2013    | KDE SC 4.10.80 | prima beta                                |
| 26 giugno 2013    | KDE SC 4.10.85 | seconda beta                              |
| 10 luglio 2013    | KDE SC 4.10.90 | RC1                                       |
| 24 luglio 2013    | KDE SC 4.10.95 | RC2                                       |
| 14 agosto 2013    | KDE SC 4.11.0  | KDE SC 4.11                               |
| 3 settembre 2013  | KDE SC 4.11.1  | primo aggiornamento                       |
| 1º ottobre 2013   | KDE SC 4.11.2  | secondo aggiornamento                     |
| 5 novembre 2013   | KDE SC 4.11.3  | terzo aggiornamento                       |
| 3 dicembre 2013   | KDE SC 4.11.4  | quarto aggiornamento                      |
| 7 gennaio 2014    | KDE SC 4.11.5  | quinto aggiornamento                      |
| 4 febbraio 2014   | KDE SC 4.11.6  | sesto aggiornamento                       |
| 4 marzo 2014      | KDE SC 4.11.7  | settimo aggiornamento                     |
| 1º aprile 2014    | KDE SC 4.11.8  | ottavo aggiornamento                      |
| 29 aprile 2014    | KDE SC 4.11.9  | nono aggiornamento                        |
| 10 giugno 2014    | KDE SC 4.11.10 | decimo aggiornamento                      |
| 8 luglio 2014     | KDE SC 4.11.11 | undicesimo aggiornamento                  |
| 16 settembre 2014 | KDE SC 4.11.12 | dodicesimo aggiornamento                  |
| 14 ottobre 2014   | KDE SC 4.11.13 | tredicesimo aggiornamento                 |
| 11 novembre 2014  | KDE SC 4.11.14 | quattordicesimo aggiornamento             |
| 4.12              |                |                                           |
| 6 novembre 2013   | KDE SC 4.11.80 | prima beta                                |
| 13 novembre 2013  | KDE SC 4.11.85 | seconda beta                              |
| 20 novembre 2013  | KDE SC 4.11.90 | terza beta                                |
| 27 novembre 2013  | KDE SC 4.11.95 | RC                                        |
| 18 dicembre 2013  | KDE SC 4.12.0  | KDE SC 4.12                               |
| 14 gennaio 2014   | KDE SC 4.12.1  | primo aggiornamento                       |
| 4 febbraio 2014   | KDE SC 4.12.2  | secondo aggiornamento                     |
| 4 marzo 2014      | KDE SC 4.12.3  | terzo aggiornamento                       |
| 1º aprile 2014    | KDE SC 4.12.4  | quarto aggiornamento                      |
| 29 aprile 2014    | KDE SC 4.12.5  | quinto aggiornamento                      |
| 4.13              |                |                                           |
| 5 marzo 2014      | KDE SC 4.12.80 | prima beta                                |
| 12 marzo 2014     | KDE SC 4.12.85 | seconda beta                              |
| 19 marzo 2014     | KDE SC 4.12.90 | terza beta                                |
| 26 marzo 2014     | KDE SC 4.12.95 | RC                                        |
| 16 aprile 2014    | KDE SC 4.13.0  | KDE SC 4.13                               |
| 13 maggio 2014    | KDE SC 4.13.1  | primo aggiornamento                       |
| 10 giugno 2014    | KDE SC 4.13.2  | secondo aggiornamento                     |
| 15 luglio 2014    | KDE SC 4.13.3  | terzo aggiornamento                       |
| 4.14              |                |                                           |
| 9 luglio 2014     | KDE SC 4.13.80 | prima beta                                |
| 16 luglio 2014    | KDE SC 4.13.85 | seconda beta                              |
| 23 luglio 2014    | KDE SC 4.13.90 | terza beta                                |
| 30 luglio 2014    | KDE SC 4.13.95 | RC                                        |
| 20 agosto 2014    | KDE SC 4.14.0  | KDE SC 4.14                               |
| 16 settembre 2014 | KDE SC 4.14.1  | primo aggiornamento                       |
| 14 ottobre 2014   | KDE SC 4.14.2  | secondo aggiornamento                     |
| 11 novembre 2014  | KDE SC 4.14.3  | terzo aggiornamento                       |

## Galleria d'immagini

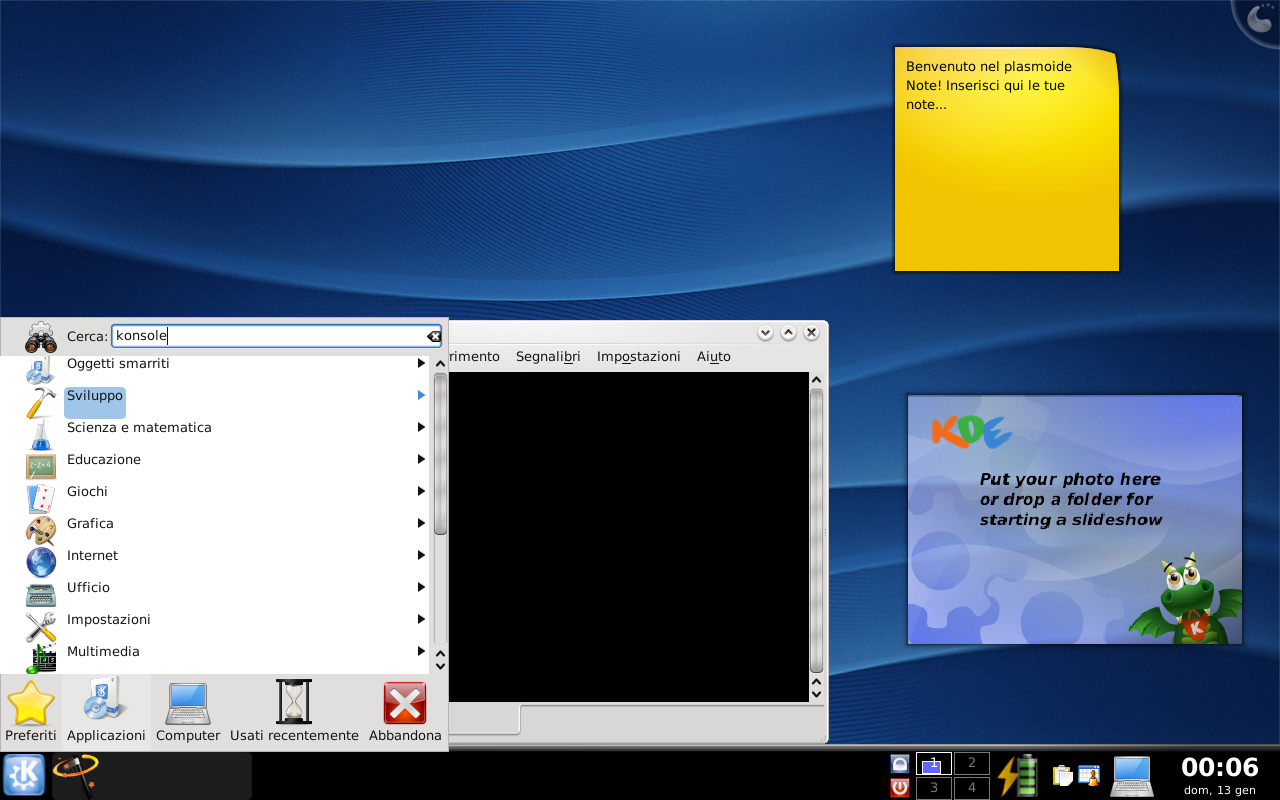
Schermata principale di KDE 4.0
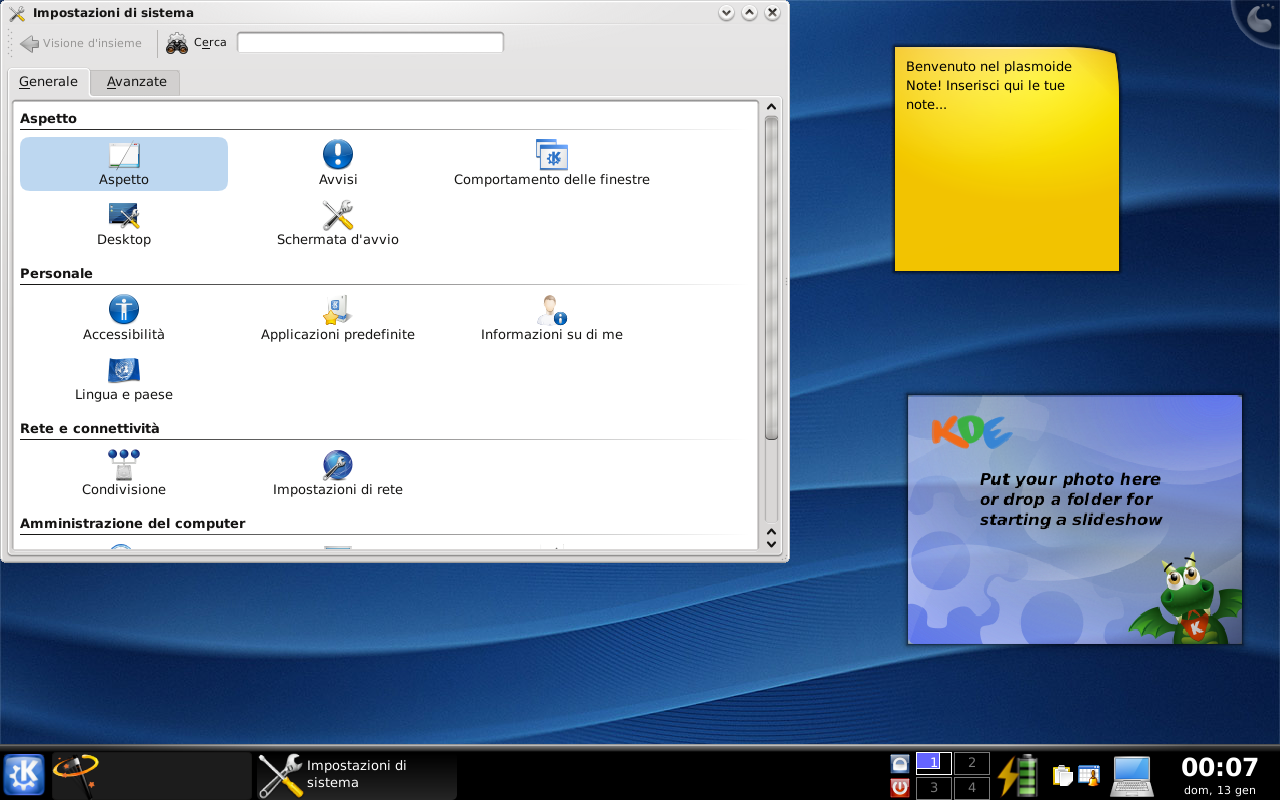
Impostazioni di sistema, il nuovo centro di configurazione
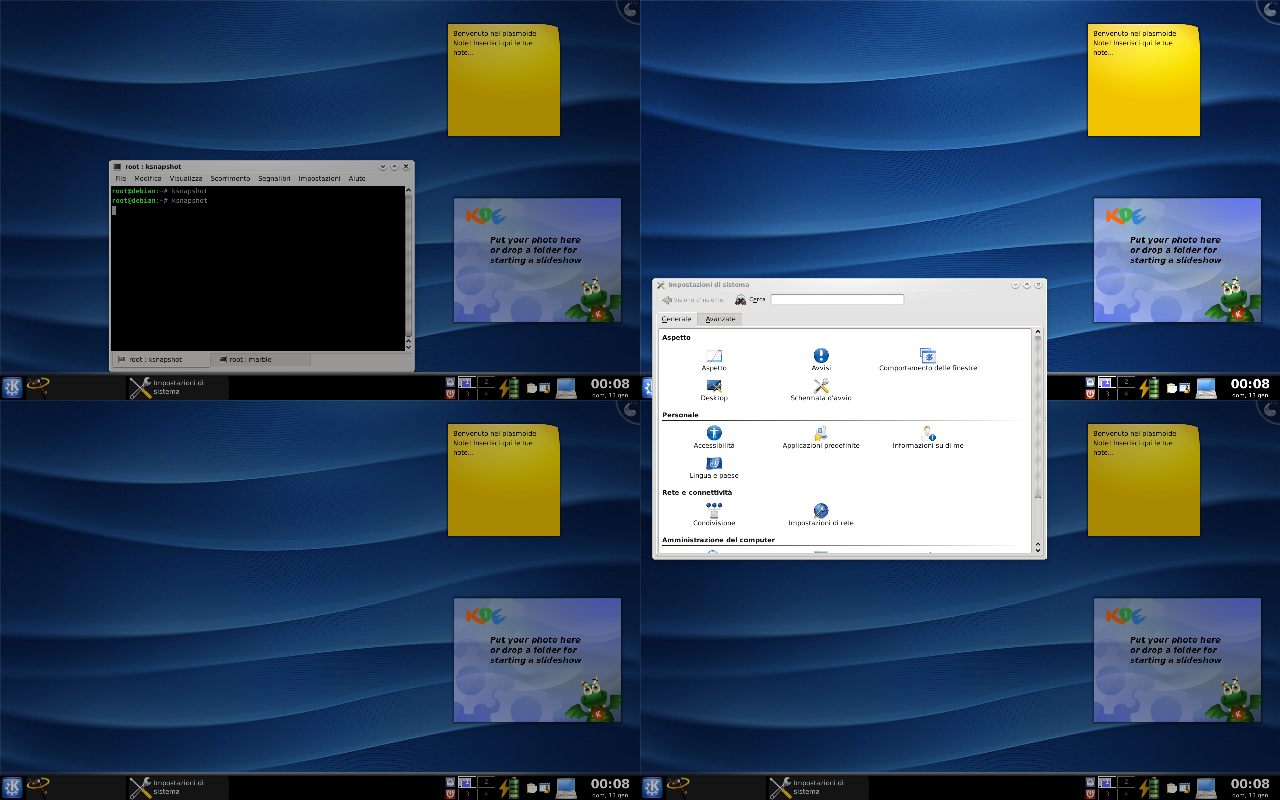
L'effetto Griglia dei desktop di KWin
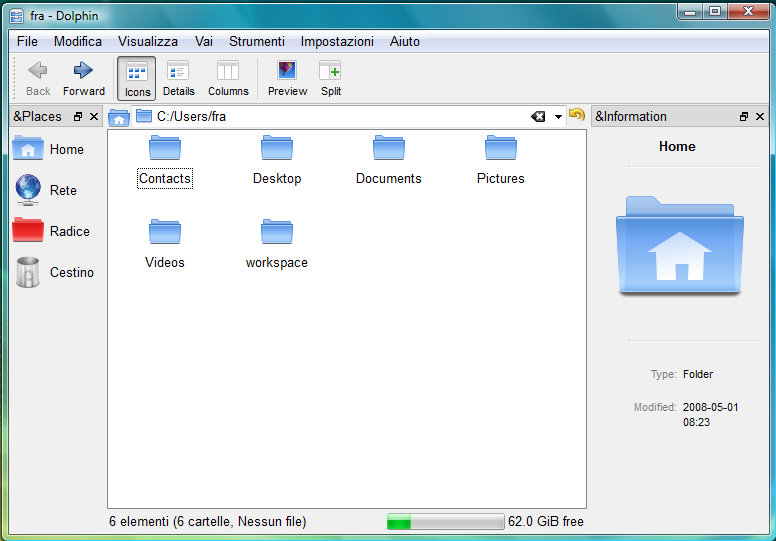
Dolphin in Windows Vista
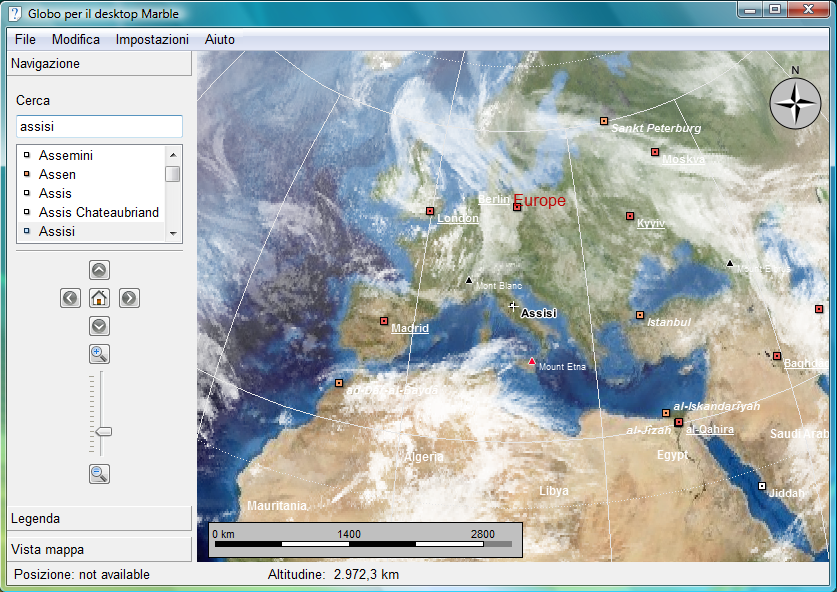
Marble in Windows Vista
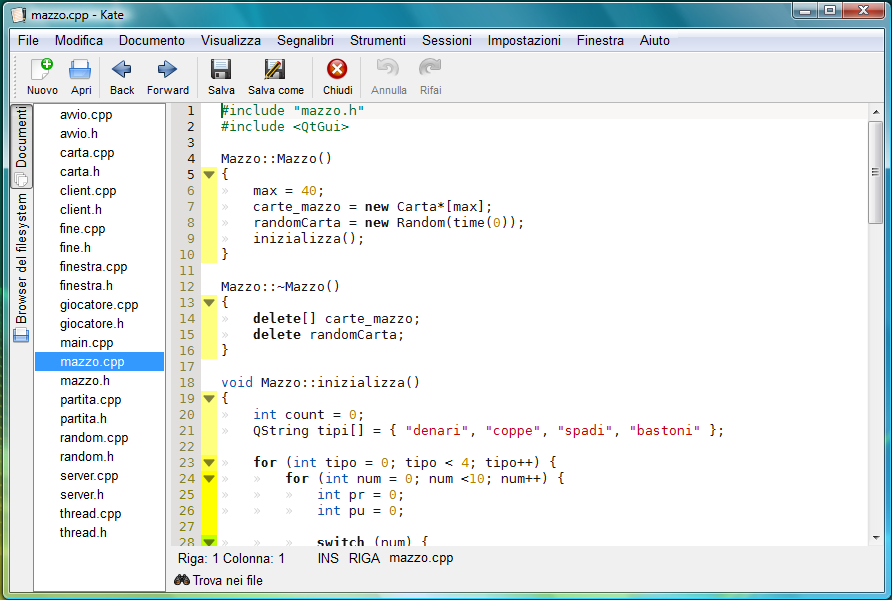
Kate in Windows Vista